# DBU Digital Business University of Applied Sciences
Die Digital Business University of Applied Sciences (auch: DBU, DBU Business University)  ist eine private, staatlich anerkannte Hochschule (engl. University of Applied Sciences) in Berlin mit Bachelor- und Master-Studiengängen sowie Weiterbildungsangeboten aus dem Bereich der digitalen Wirtschaft, die inhaltlich und konzeptionell auf die Bedürfnisse der Wirtschaft im digitalen Zeitalter ausgerichtet sind.

## Geschichte
Die Hochschule wurde im Jahr 2017 von Achim Hecker und Holger Bingmann initiiert, 2018 gegründet und hat im November 2019 die staatliche Anerkennung durch die Senatskanzlei für Wissenschaft und Forschung des Landes Berlin erhalten.  Der Antrag auf staatliche Anerkennung wurde im Juli 2018 bei der Senatskanzlei für Wissenschaft und Forschung des Landes Berlin eingereicht. Das Verfahren wurde im November 2019 erfolgreich abgeschlossen. Von Mai 2020 bis November 2023 beteiligte sich die Wirtschaftsprüfungs- und Beratungsgesellschaft PwC Deutschland an der DBU Digital Business University of Applied Sciences in Berlin. Im Dezember 2023 übernahm das Beratungsunternehmen Kienbaum Consultants International die Hochschule.

## Profil
Gemäß ihrem Leitbild versteht sich die DBU Digital Business University of Applied Sciences als Wirtschaftshochschule für das digitale Zeitalter, die ihre Studienangebote und Forschungsleistungen konsequent auf die digitalisierte Wirtschafts- und Arbeitswelt ausrichtet. Ihr erklärtes Ziel ist es, den Studierenden umfangreiche Digitalkompetenzen zu vermitteln und sie so auf die sich verändernden beruflichen Anforderungen in einer zunehmend digitalen Arbeitswelt vorzubereiten.

## Studium

### Studiengänge
Das Studienangebot umfasst drei Bachelor- und vier Masterstudiengänge
Bachelorprogramm
- Digital Business Management (B.Sc.)
- Digital Business Management | Fokus Gaming & Esports (B.Sc.)
- Digital Marketing & Communication Management (B.Sc.)
- Data Science & Business Analytics (B.Sc.)

Masterprogramm
- Cyber- & IT-Security (M.Sc.)
- Data Science & Management (M.Sc.)
- Digital Business Management (M.Sc.)

Die Studiengänge entsprechen den europaweit geltenden Bologna-Richtlinien und sind staatlich anerkannt.

### Weiterbildungsangebote
Im Bereich der akademischen Weiterbildung führt die Hochschule unterschiedliche Angebote durch.
Lernsprints
Dabei handelt es sich um kurze, online-basierte Lerneinheiten. Mehrere LernSprints können zu umfangreicheren Kursen kombiniert werden, die mit einem akademischen Zertifikat abschließen. Derzeit werden LernSprints zu folgenden Kompetenzfeldern angeboten:
- Mastering Digital Technologies
- Digital Strategy
- Digital Leadership
- Organizational Transformation
- Methodical & Personal Skills

Lehrgänge
Es werden auch akademische Lehrgänge angeboten durch welche unterschiedliche Zertifikate erworben werden können. Diese Lehrgänge haben eine Länge von ein bis drei Semestern. Der Versicherungslehrgang wird in Zusammenarbeit mit dem InnoShop Institut angeboten. Es werden derzeit die folgenden akademischen Lehrgänge angeboten:
- Prompt Engineering[13]
- Penetration Tester[14]
- Versicherungslehrgang[15]

### Didaktik
Das semi-virtuelle didaktische Konzept der DBU Digital Business University of Applied Sciences kombiniert ein virtuelles Studium über eine Online-Lernplattform mit zeitlich fokussierten Präsenzveranstaltungen am Campus der DBU in Berlin oder im Rahmen von Exkursionen an sogenannten Popup-Campussen. Damit richtet sich die Hochschule neben traditionellen Studierendengruppen insbesondere auch an Berufstätige und ermöglicht ein berufsbegleitendes Studium. „Wir haben von Anfang an großen Wert auf eine hohe Praxisorientierung unserer Studiengänge gelegt. Mit der Expertise, die PwC Deutschland aus der täglichen Zusammenarbeit mit Kunden einbringt, können wir unsere Lerninhalte noch genauer auf die Bedürfnisse der künftigen Arbeitgeber ausrichten.“ (Achim Hecker, Gründer und Geschäftsführer der DBU)

## Campus
Der Hauptcampus der Hochschule befindet sich in der Oranienstraße 185 in Berlin-Kreuzberg. Er kombiniert Büro- und Seminarräume mit einem offenen Co-Working- und Event-Space.

## Netzwerk & Engagement
Die Digital Business University of Applied Science setzt auf praxisnahe Lerninhalte in Sachen Digitalkompetenz mit dem Ziel, Digital Learning and Education strategisch auszubauen.
Durch Kooperationen mit Unternehmen haben Studierende sowie Mitarbeiterinnen und Mitarbeiter von Unternehmen die Möglichkeit, die digitale Transformation anhand realer Problemstellungen zu erfahren und zu verstehen. Die Studierenden der DBU profitieren vom branchenübergreifenden Fachwissen und technischen Know-how von verschiedenen Unternehmen, welches das akademische Angebot erweitert. Dieses Wissen beinhaltet Bereiche wie: Cyber Security & Privacy, Information Security, Digital Ethics, Finance Transformation und Digitale Transformation.